# SC São Paulo
Die Sport Club São Paulo, auch bekannt als Leão do Parque, ist ein brasilianischer Fußballklub aus Rio Grande im Bundesstaat Rio Grande do Sul.

## Geschichte
Gegründet wurde der Klub am 4. Oktober 1908. Die Initiatoren waren eine Gruppe junger Männer, welche durch Zufall einen der, seinerzeit noch importierten, Fußbälle in Besitz bekamen und einen eigenen Klub gründeten.

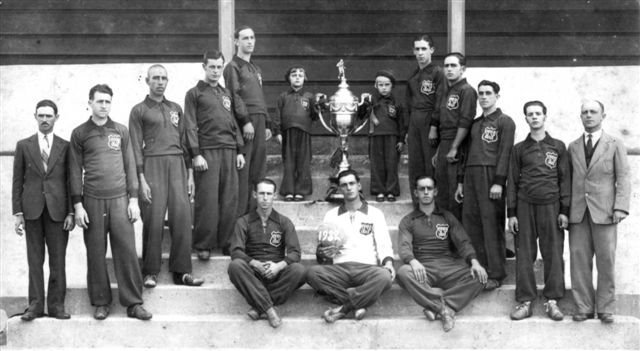
Meistermannschaft 1933

Bereits 1916 konnte mit der Stadtmeisterschaft (Taça Cidade de Rio Grande) der erste Erfolg des Klub gefeiert werden. In dem Turnier schlossen sich weitere Erfolge an, welches im Gewinn der Staatsmeisterschaft von Rio Grande do Sul 1933 gipfelte. Hier konnte sich São Paulo im Finale mit 2:1 gegen Grêmio Porto Alegre durchsetzen.
Durch Entscheidung der brasilianischen Militärregierung wurde das Teilnehmerfeld der obersten Liga Brasiliens in der Copa Brasil 1979 auf insgesamt 94 Mannschaften angehoben. Im Vorjahr waren es noch 74 Teilnehmer. São Paulo startete in der Gruppe B in den Wettbewerb. Am letzten Spieltag in der Gruppe am 3. November, standen in der Begegnung zwischen São Paulo und dem Operário Ferroviário EC in der 85. Minute nur noch sechs Teammitglieder von Operário auf dem Platz. Aufgrund dessen wurde das Spiel, welches Operário mit 1:0 gewonnen hatte, als Sieg des SC São Paulo gewertet und erreichte den fünften Platz in der Gruppe. Dadurch war er nicht für die nächste Runde qualifiziert. In dem Jahr war ursprünglich auch die Wiederaustragung des Torneio Rio-São Paulo geplant, daher sollten die Mannschaften die Teilnehmer aus diesem Wettbewerb erst in der zweiten Runde der Meisterschaft antreten. Diese erhoben aber Einspruch dagegen und wollten erst in der dritten Runde antreten. Sie begründeten dieses damit, dass die beiden Finalisten aus der Copa Brasil 1978, der Guarani FC und Palmeiras São Paulo auch erst in der dritten Runde antreten mussten. Dem Einspruch wurde nicht stattgegeben. Daraufhin traten die Klubs Corinthians São Paulo, Associação Portuguesa de Desportos, FC Santos und FC São Paulo nicht an. Ersatzweise durften dann vier Mannschaften der Gruppen A bis F aus der ersten Runde, in der zweiten Runde mitspielen. Der fünfte Platz des SC São Paulo reichte deshalb doch für das Weiterkommen in der Meisterschaft. In der zweiten Runde startete man in der Gruppe K, erreichte den sechsten von acht Plätzen und schied aus dem Turnier aus. Insgesamt reichte es für den 42. Platz.
Aufgrund seines Abschneidens in der Staatsmeisterschaft von 1979 durfte São Paulo am Folgeturnier der Meisterschaft 1980, dem Taça de Ouro 1980 teilnehmen. Dieses Mal nahmen 44 Klubs teil. Der Klub startete in der Gruppe C gegen neun andere und erreichte mit nur einem Sieg, drei Unentschieden und fünf Niederlagen (6:15 Tore) den letzten Platz. Das reichte nur für den 41. Platz in der Gesamttabelle.
1981 trat São Paulo in der zweiten Liga an. In dem Jahr der Taça de Prata 1981 mit 48 Startern. Qualifikation hierfür war die Staatsmeisterschaft von 1980. Ursprünglich hatte sich der SE São Borja als fünft Platzierter für die Liga qualifiziert. São Paulo hatte nur den neunten. Am 12. November 1980 gab der nationale Verband die Teilnehmerliste bekannt, auf welcher São Paulo anstatt São Borja genannt wurde. Der CBF begründete dieses mit der Teilnahme von São Paulo und Palmeiras an der Taça de Ouro 1980. Beide Klubs hätten in der dritten Liga antreten müssen und einen Abstieg um zwei Spielklassen wollte man keinem zumuten. In der Liga trat São Paulo in der Gruppe F mit sieben Gegnern an. Das Ergebnis war der vierte Platz mit zwei Siegen, drei Unentschieden und zwei Niederlagen bei 10:11 Toren. Allerdings kamen nur die beiden besten Klubs der Gruppe in die nächste Runde. In der Gesamttabelle sprang der 27. Platz heraus.
Als fünfter der Staatsmeister 1981 durfte São Paulo auch an der Taça de Prata 1982 teilnehmen. In der ersten Runde erarbeitete sich die Mannschaft in der Gruppe F den zweiten von sechs Plätzen. Dieses brachte sie in die zweite Runde. In der Gruppe I spielte São Paulo gegen den Uberaba SC und Vila Nova FC. Der erste Platz berechtigte zur Teilnahme an der ersten Liga noch in dem Jahr, der Taça de Ouro 1982. Mit einem Sieg und einem Unentschieden gelang es sich dieses zu sichern. Der Klub trat direkt in der zweiten Runde des Turniers an. In der Gruppe M erreichte São Paulo gegen seine drei Konkurrenten nur den letzten Platz (ein Sieg, zwei Unentschieden, drei Niederlagen, 4:12 Tore).
Danach folgte ein sportlicher Abstieg in der ersten Liga der Staatsmeisterschaft trat São Paulo nur noch 1983, 1988, 1994, 2002 und 2018 an. Die Série A2 des Wettbewerbs 1999, 2006, 2011 und 2022. 2016 und 17 reichte es für Teilnahmen an der vierten Liga. Es wurden die Plätze 35 und 60 erreicht. Seit 2023 spielt der Klub in der Série B der Staatsmeisterschaft, deren dritte Liga.

## Stadion
Bereits 1921 war das Stadion des Klubs, das Estádio Aldo Dapuzzo, eingeweiht. 1954 wurde die erste Stadionbeleuchtung in Betrieb genommen. Es hat derzeit eine Kapazität für ca. 8.000 Besucher. Durch ein Gesetz aus dem Jahr 1997 machte das Aldo Dapuzzo zum historischen und kulturellen Erbe der Gemeinde, so dass das Anwesen nicht mehr verkauft werden kann.

## Erfolge
- Staatsmeisterschaft von Rio Grande do Sul: 1933
- Staatsmeisterschaft von Rio Grande do Sul – Série A2: 1967, 1970
- Campeonato da Região Sul-Fronteira: 1991